# إيغور كيلموف
إيغور كيلموف (بالروسية: Климов, Игорь Константинович)‏ (1 نوفمبر 1989 في روسيا - ) هو لاعب كرة قدم روسي في مركز الدفاع. لعب مع روبين كازان وسيبير نوفوسيبيريسك ونادي أورينبورغ ونادي ينيسي كراسنويارسك ‏ ونادي خيمكي.

## وصلات خارجية
- إيغور كيلموف على موقع قاعدة بيانات كرة القدم.إي يو (الإنجليزية)